# Saint-Maurice-en-Rivière
Saint-Maurice-en-Rivière – miejscowość i gmina we Francji, w regionie Burgundia-Franche-Comté, w departamencie Saona i Loara.
Według danych na rok 1990 gminę zamieszkiwało 431 osób, a gęstość zaludnienia wynosiła 23 osoby/km² (wśród 2044 gmin Burgundii Saint-Maurice-en-Rivière plasuje się na 507. miejscu pod względem liczby ludności, natomiast pod względem powierzchni na miejscu 493.).